# Скомороська сільська рада
Скоморо́ська сільська́ ра́да — адміністративно-територіальна одиниця та орган місцевого самоврядування в Бучацькому районі Тернопільської області. Адміністративний центр — село Скоморохи.

## Загальні відомості
Скомороська сільська рада утворена 18 квітня 1992 року.
- Територія ради: 12,83 км²
- Населення ради: 1 160 осіб (станом на 2001 рік)
- Територією ради протікає річка Стрипа

## Населені пункти
Сільській раді підпорядковані населені пункти:
- с. Скоморохи

## Склад ради
Рада складається з 16 депутатів та голови.
- Голова ради:
- Секретар ради: Головецький Ігор Богданович

### Керівний склад попередніх скликань
| Прізвище, ім'я, по батькові | Основні відомості                                    | Дата обрання | Дата звільнення |
| --------------------------- | ---------------------------------------------------- | ------------ | --------------- |
| Феськів Іван Дмитрович      | Сільський голова, 1963 року народження, безпартійний | 26.03.2006   | 31.10.2010      |

Примітка: таблиця складена за даними сайту Верховної Ради України

### Депутати
За результатами місцевих виборів 2010 року депутатами ради стали:

#### За суб'єктами висування
| Суб'єкт висування | Кількість обраних депутатів | %   |
| ----------------- | --------------------------- | --- |
| Самовисування     | 16                          | 100 |

#### За округами
| № округу | Прізвище, ім'я, по батькові  | Дата визнання обраним | Освіта  | Партійна приналежність                | Відомості про обраного депутата      |
| -------- | ---------------------------- | --------------------- | ------- | ------------------------------------- | ------------------------------------ |
| 1        | Шевчук Іван Михайлович       | 04.11.2010            | вища    | позапартійний                         | тимчасово не працює                  |
| 2        | Феськів Іван Володимирович   | 04.11.2010            | вища    | позапартійний                         | тимчасово не працює                  |
| 3        | Ляшок Ігор Михайлович        | 04.11.2010            | вища    | позапартійний                         | Скомороськашкола 1-11 ст., вчитель   |
| 4        | Головецька Зоя Борисівна     | 04.11.2010            | вища    | позапартійна                          | ДП ОК «Лісовий», економіст           |
| 5        | Шевчук Віктор Михайлович     | 04.11.2010            | середня | позапартійний                         | тимчасово не працює                  |
| 6        | Тимчишин Дарія Михайлівна    | 04.11.2010            | вища    | позапартійна                          | ДП ОК «Лісовий», прода-вець          |
| 7        | Головецький Ігор Богданович  | 04.11.2010            | вища    | позапартійний                         | Скомороська сільська рада, секретар  |
| 8        | Красножона Ольга Антонівна   | 04.11.2010            | вища    | позапартійна                          | Соколівськашкола 1-11 ст., директор  |
| 9        | Феськів Ольга Миколаївна     | 04.11.2010            | вища    | член Політичної партії «Наша Україна» | Скомороськашкола 1-11 ст., директор  |
| 10       | Щепанівський Іван Михайлович | 04.11.2010            | вища    | позапартійний                         | Скомороська школа 1-11 ст., вчитель  |
| 11       | Василів Ніна Михайлівна      | 04.11.2010            | вища    | позапартійна                          | ПП Шкатуляк, прода-вець              |
| 12       | Томашева Марія Романівна     | 04.11.2010            | вища    | позапартійна                          | Скомороська сільська рада, бухгалтер |
| 13       | Антошків Іван Іванович       | 04.11.2010            | середня | позапартійний                         | тимчасово не працює                  |
| 14       | Оліяр Іван Петрович          | 04.11.2010            | середня | позапартійний                         | тимчасово не працює                  |
| 15       | Шалагай Сергій Віталійович   | 04.11.2010            | середня | позапартійний                         | тимчасово не працює                  |
| 16       | Семак Іван Володимирович     | 04.11.2010            | вища    | позапартійний                         | тимчасово не працює                  |